# Luchtband

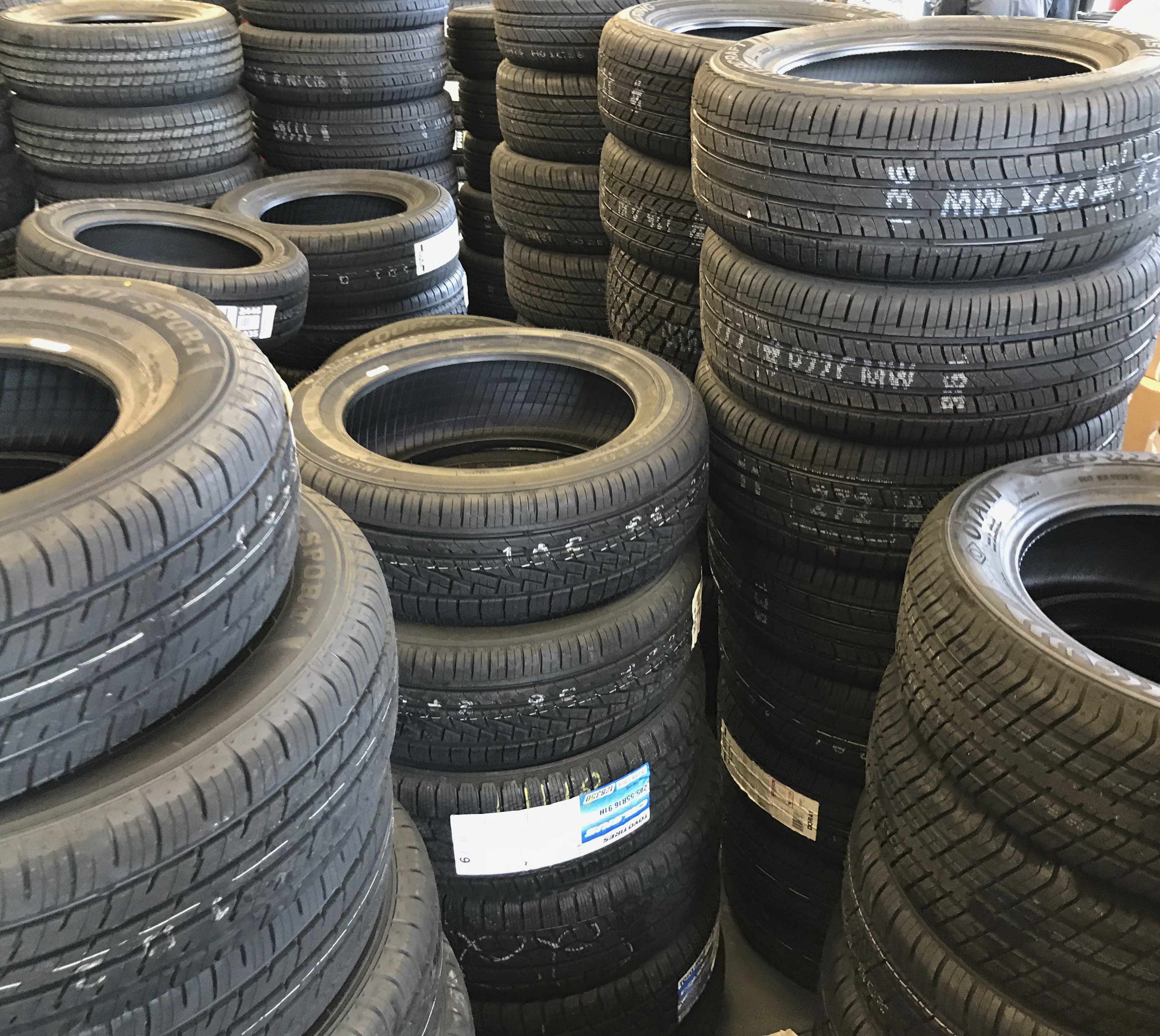
Verschillende soorten autobanden

Een luchtband is een (meestal van rubber gemaakte) opblaasbare omhulling gemonteerd op de velg van een wiel en al of niet voorzien van een ventiel.
De luchtband werd aanvankelijk in 1841 uitgevonden door de Schot Robert William Thomson en toegepast op de fiets. Deze Thomson liet zijn patent echter verlopen waarna John Dunlop dit opnieuw kon vastleggen in 1888.
Voor de fietsband zie verder aldaar.

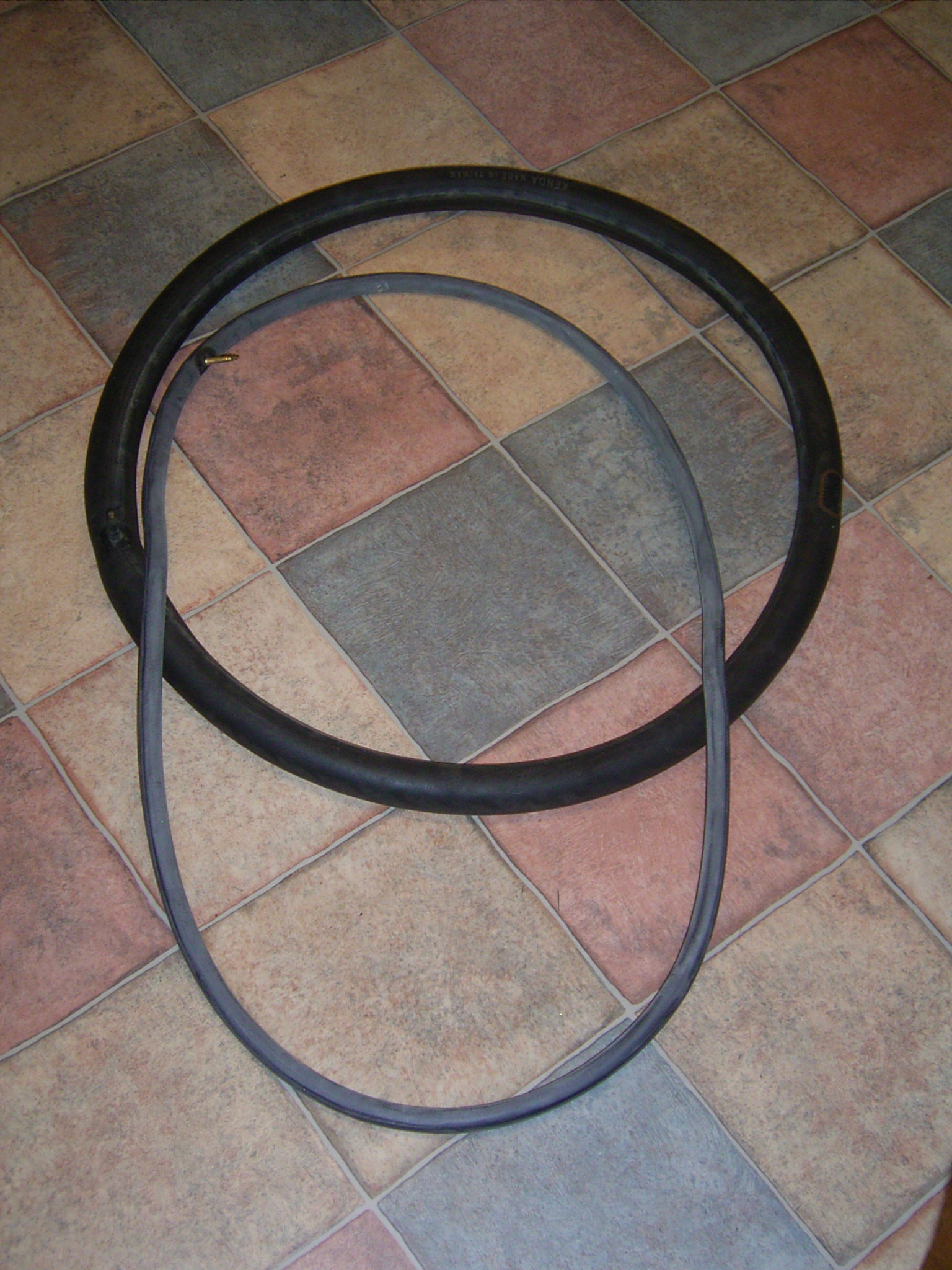
Binnenbanden voor een fiets

## Werking
In tegenstelling tot vloeistoffen, die weinig samendrukbaar zijn, kunnen gassen wel worden samengeperst. Het volume van het gas wordt door samenpersing kleiner en bijgevolg wordt de druk groter. Doordat lucht in een luchtband sterk wordt samengeperst, wordt de druk erg groot. Dit zorgt voor de benodigde stevigheid. Ook zorgt de druk in de band voor enige vering wat het rijcomfort enigszins verbetert. 
De spanning van de lucht in een band draagt 90% van de last die erop rust. De band zelf draagt de rest. Bij de binnenbandloze band (tubeless) wordt door de bandenspanning tevens de hiel van de band stevig tegen de binnenrand van de velg gedrukt. Het ventiel zit bij dit soort banden in de velg gemonteerd.

## Soorten
Er zijn diverse soorten luchtbanden
- Buitenbanden met of zonder binnenband
- Binnenbanden

In de autobanden worden tegenwoordig vrijwel geen binnenbanden meer gebruikt, omdat de constructie van de buitenband dat niet toelaat. De wangen zijn te slap en de binnenkant van de band is te ruw. Daardoor gaat de binnenband schuren, wordt te warm en gaat lekken. Tevens zijn de velgen er niet geschikt voor.
De buitenbanden zijn weer onder te verdelen in:
- de diagonaalband, geïntroduceerd in 1898 als opvolger vol-rubberbanden
- de radiaalband, uitgevonden in 1946
- de diagonaal-gordelband

Er zijn ook buitenbanden die zijn voorzien van een speciale constructie zodat er bij lekkage nog enige tijd op kan worden gereden (zogenaamde runflat tires). Sommige binnenbanden die voorzien zijn van compartimenten, waardoor bij een lek niet de gehele band leegloopt.

## Fabricage
Het verschil tussen de hierboven genoemde banden is de manier van opbouw van het karkas waarop het rubber wordt aangebracht. Het karkas bestaat uit tot koorden gevlochten staaldraden of kunststofvezels zoals rayon, polyester, polyamide (nylon) of aramide. Hierop wordt het rubber gehecht. De eisen die aan de band worden gesteld bepalen de keuze van het koordmateriaal.
De samenstelling van het rubber en de toevoegingen worden door de verschillende fabrikanten geheimgehouden. In het algemeen zal de band voor ongeveer 50% uit natuurrubber en synthetisch rubber en zo'n 20% staal en textiel terwijl ook carbon black een belangrijk bestanddeel is, niet alleen als vulmiddel maar ook ter verbetering van de eigenschappen.

## Krachten
Tijdens het versnellen, remmen, bij het nemen van bochten en het rijden met hoge snelheid werken krachten op de band in die hem proberen te vervormen. Daardoor verminderen de prestaties van de band. Bij de diagonaalband zorgen die krachten voor wrijving tussen de diagonaal over elkaar geplaatste lagen waardoor de band sneller slijt en het karkas minder stevig wordt. Bij een radiaalband plaatst men de kunststofvezels haaks op de looprichting waardoor hij beter weerstand biedt aan de middelpuntvliedende kracht.
De banden van het landingsgestel van een Concorde krijgen een luchtdruk van 16 atmosfeer mee om een gewicht van 22.900 kg per band te kunnen opvangen.

## Milieu
Door slijtage van banden komt er stof (waarvan een klein deel als fijnstof) in de lucht. Een deel hiervan is afkomstig van de weg (van het asfalt) en een deel is afkomstig van het profiel van de band. Het is een van de grootste veroorzakers van de vervuiling door microplastics waardoor het uiteindelijk in de voedselketen terecht komt. De totale emissie in Nederlandse bodem, water en lucht bedraagt circa 17.300 ton microdeeltjes per jaar.
Sinds 2012 moeten alle autobanden die in de Europese Unie verkocht worden een etiket hebben dat de energie-efficiëntie, de grip van de band op een nat wegdek en het geluid dat ze veroorzaken aangeeft. Uit een gezamenlijke controleactie van 14 Europese toezichthouders die van 2016 tot 2018 liep, bleek dat de etikettering voor de grote meerderheid van de gecontroleerde autobanden correct was.

## Markt
De globale markt voor autobanden was in 2019 zo'n US$ 167 miljard groot. Het aandeel banden voor personenwagens en lichte bestelauto's is zo'n 60% van het totaal en voor vrachtwagens en autobussen is dit zo'n 30%. De laatste 10% zijn voor speciale voertuigen waaronder in de land- en mijnbouw. In aantallen worden jaarlijks zo'n 1,5 miljard autobanden gemaakt en 220 miljoen banden voor vrachtwagens en bussen. Een kwart van de banden wordt direct geleverd aan de automobielfabrikanten en driekwart wordt verkocht in de vervangingsmarkt. In 2019 waren de drie grootste fabrikanten het Franse Michelin met een wereldwijd marktaandeel van 15%, Bridgestone uit Japan met 14,6% en het Amerikaanse Goodyear met 8,2%.